# Чемпионат России по тяжёлой атлетике 2007
16-й Чемпионат России по тяжёлой атлетике среди мужчин прошёл в Невинномысске с 27 ноября по 2 декабря 2007 года во Дворце спорта «Олимп». По итогам соревнований также определялись обладатели Кубка России по тяжёлой атлетике.

## Медалисты
| Дисциплины   | Золото                      | Золото | Серебро                        | Серебро | Бронза                         | Бронза |
| 56 кг        | 56 кг                       | 56 кг  | 56 кг                          | 56 кг   | 56 кг                          | 56 кг  |
| ------------ | --------------------------- | ------ | ------------------------------ | ------- | ------------------------------ | ------ |
| Рывок        | Михаил Шевченко Волгоград   | 104 кг | Алексей Чертков Мценск         | 103 кг  | Сергей Степанов Новосибирск    | 98 кг  |
| Толчок       | Михаил Шевченко Волгоград   | 121 кг | Алексей Чертков Мценск         | 120 кг  | Эдгар Симонян Таганрог         | 117 кг |
| Сумма        | Михаил Шевченко Волгоград   | 225 кг | Алексей Чертков Мценск         | 223 кг  | Сергей Степанов Новосибирск    | 211 кг |
| 62 кг        |                             |        |                                |         |                                |        |
| Рывок        | Павел Суханов Оренбург      | 128 кг | Виталий Сулименко Майкоп       | 125 кг  | Станислав Старков Киров        | 120 кг |
| Толчок       | Павел Суханов Оренбург      | 156 кг | Виталий Сулименко Майкоп       | 155 кг  | Антон Дунин Прокопьевск        | 151 кг |
| Сумма        | Павел Суханов Оренбург      | 284 кг | Виталий Сулименко Майкоп       | 280 кг  | Антон Дунин Прокопьевск        | 268 кг |
| 69 кг        |                             |        |                                |         |                                |        |
| Рывок        | Олег Чен Новосибирск        | 145 кг | Евгений Бичиков Брянск         | 136 кг  | Евгений Алеев Новосибирск      | 135 кг |
| Толчок       | Олег Чен Новосибирск        | 170 кг | Наиль Гиззатуллин Бугульма     | 165 кг  | Сергей Петросян Горячий Ключ   | 160 кг |
| Сумма        | Олег Чен Новосибирск        | 315 кг | Наиль Гиззатуллин Бугульма     | 300 кг  | Евгений Бичиков Брянск         | 296 кг |
| 77 кг        |                             |        |                                |         |                                |        |
| Рывок        | Олег Перепечёнов Таганрог   | 165 кг | Максим Макаров Санкт-Петербург | 161 кг  | Дмитрий Иваненко Хабаровск     | 160 кг |
| Толчок       | Олег Перепечёнов Таганрог   | 205 кг | Алексей Юфкин Саранск          | 197 кг  | Дмитрий Петров Брянск          | 196 кг |
| Сумма        | Олег Перепечёнов Таганрог   | 370 кг | Алексей Юфкин Саранск          | 352 кг  | Дмитрий Артёменко Калининград  | 350 кг |
| 85 кг        |                             |        |                                |         |                                |        |
| Рывок        | Заур Тахушев Нарткала       | 177 кг | Олег Волков Хабаровский край   | 170 кг  | Александр Иванов Клин          | 170 кг |
| Толчок       | Василий Половников Москва   | 210 кг | Расул Саракаев Тырныауз        | 207 кг  | Александр Иванов Клин          | 205 кг |
| Сумма        | Александр Иванов Клин       | 375 кг | Заур Тахушев Нарткала          | 374 кг  | Василий Половников Москва      | 371 кг |
| 94 кг        |                             |        |                                |         |                                |        |
| Рывок        | Хаджимурат Аккаев Тырныауз  | 182 кг | Андрей Деманов Казань          | 177 кг  | Григорий Шаров Северодвинск    | 168 кг |
| Толчок       | Хаджимурат Аккаев Тырныауз  | 217 кг | Андрей Деманов Казань          | 217 кг  | Андрей Штефан Хабаровский край | 208 кг |
| Сумма        | Хаджимурат Аккаев Тырныауз  | 399 кг | Андрей Деманов Казань          | 394 кг  | Александр Гришин Москва        | 372 кг |
| 105 кг       |                             |        |                                |         |                                |        |
| Рывок        | Дмитрий Лапиков Калининград | 201 кг | Аслан Баматалиев Москва        | 191 кг  | Игорь Меркушов Воронеж         | 183 кг |
| Толчок       | Дмитрий Лапиков Калининград | 231 кг | Аслан Баматалиев Москва        | 230 кг  | Игорь Меркушов Воронеж         | 217 кг |
| Сумма        | Дмитрий Лапиков Калининград | 432 кг | Аслан Баматалиев Москва        | 421 кг  | Игорь Меркушов Воронеж         | 400 кг |
| свыше 105 кг |                             |        |                                |         |                                |        |
| Рывок        | Михаил Кокляев Челябинск    | 210 кг | Игорь Луканин Сочи             | 192 кг  | Чингиз Могушков Грозный        | 192 кг |
| Толчок       | Михаил Кокляев Челябинск    | 240 кг | Андрей Козлов Курск            | 231 кг  | Юрий Шеломанов Новосибирск     | 230 кг |
| Сумма        | Михаил Кокляев Челябинск    | 450 кг | Андрей Козлов Курск            | 421 кг  | Игорь Луканин Сочи             | 417 кг |

## Командный зачёт
1. Краснодарский край — 294 очка;
2. Москва — 292;
3. Санкт-Петербург — 260;